# 弦間昭彦
弦間 昭彦（げんま あきひこ、1956年 - ）は、日本の医師、医学者。日本医科大学学長、教授。日本肺癌学会会長、日本内科学会評議員。専門は、呼吸器病学、臨床腫瘍学。

## 人物・経歴
- 山梨県生まれ
- 1983年　日本医科大学医学部卒業
- 1986年　国立がんセンター研究所病理部で研修
- 1989年　日本医科大学大学院医学研究科を修了
- 1995年　アメリカ国立衛生研究所（NIH）留学
- 1998年　日本医科大学講師
- 2004年　日本医科大学助教授
- 2008年　日本医科大学主任教授（内科学講座(呼吸器・感染・腫場部門)）
- 2012年　日本医科大学大学院医学研究科呼吸器内科学分野大学院教授
- 2013年　日本医科大学医学部長
- 2015年　日本医科大学学長、第56回日本肺癌学会学術集会会長
- 2020年　第58回日本癌治療学会学術集会会長

## 役職
- 日本内科学会評議員
- 日本呼吸器学会理事
- 日本肺癌学会理事長
- 日本癌治療学会代議員
- 日本呼吸器内視鏡学会理事
- 日本臨床腫瘍学会評議員
- American Society of Clinical Oncology
- American Association for Cancer Research
- The Internal Association for the Study of Lung Cancer
- European Society for Medical Oncology

## 著書
- 肺癌のすべて 呼吸器common diseaseの診療（文光堂）
- 呼吸器内視鏡診断 所見･病理からみたアプローチ（南山堂）
- 肺癌診療Q&A 一つ上を行く診療の実践（第2版）（中外医学社）